# Defileul Trinca
Defileul Trinca este un monument al naturii de tip geologic sau paleontologic în raionul Edineț, Republica Moldova. Este amplasat la sud-vest de satul Trinca, în valea râului Draghiște. Are o suprafață de 70 ha conform Legii ariilor protejate sau 58,3 ha conform unor măsurări mai recente. Obiectul este administrat de Primăria comunei Trinca.

## Descriere
Acest defileu s-a format în urma acțiunii râului Draghiște asupra recifului de calcar badenian-volhinian. Rezultatul este o vale cu lungimea de aprox. 500 m, lățimea de 250 m și adâncimea de aprox. 40 m, mărginită de pereți stâncoși, abrupți pe alocuri. Împreună cu defileele Burlănești și Fetești, alcătuiește Complexul natural Trinca–Fetești–Burlănești din bazinul râului Draghiște.
În versanții defileului se află câteva grote, trei dintre care erau stațiuni ale vânătorilor preistorici neandertali din paleoliticul mediu, reprezentanți ai culturii musteriene (80-60 mii ani în urmă). Datorită specificului activității locuitorilor, grotele abundă în resturi scheletice ale animalelor vânate: în una din grote au fost descoperite peste 440 de resturi scheletice aparținând a 15 indivizi de urs, în alta au fost scoase la suprafață circa 383 de reminiscențe provenind de la 15 specii de mamifere.

## Statut de protecție
Obiectivul a fost luat sub protecția statului prin Hotărîrea Sovietului de Miniștri al RSSM din 8 ianuarie 1975 nr. 5, iar statutul de protecție a fost reconfirmat prin Legea nr. 1538 din 25 februarie 1998 privind fondul ariilor naturale protejate de stat. Deținătorul funciar al monumentului natural este Primăria comunei Burlănești.
Situl are valoare peisagistică, cognitivă, instructivă și ecoturistică și prezintă interes pentru cercetătorii istoriei geologice, a faunei, paleogeografiei și a societății omenești din zona dată.
Conform situației din anul 2016, aria naturală nu are un panou informativ și nici borne de delimitare a zonei protejate. Pentru ameliorarea conservării, este recomandată interzicerea calcarului din zona protejată și lichidarea gropilor de ardere a pietrei-de-var.

## Galerie de imagini

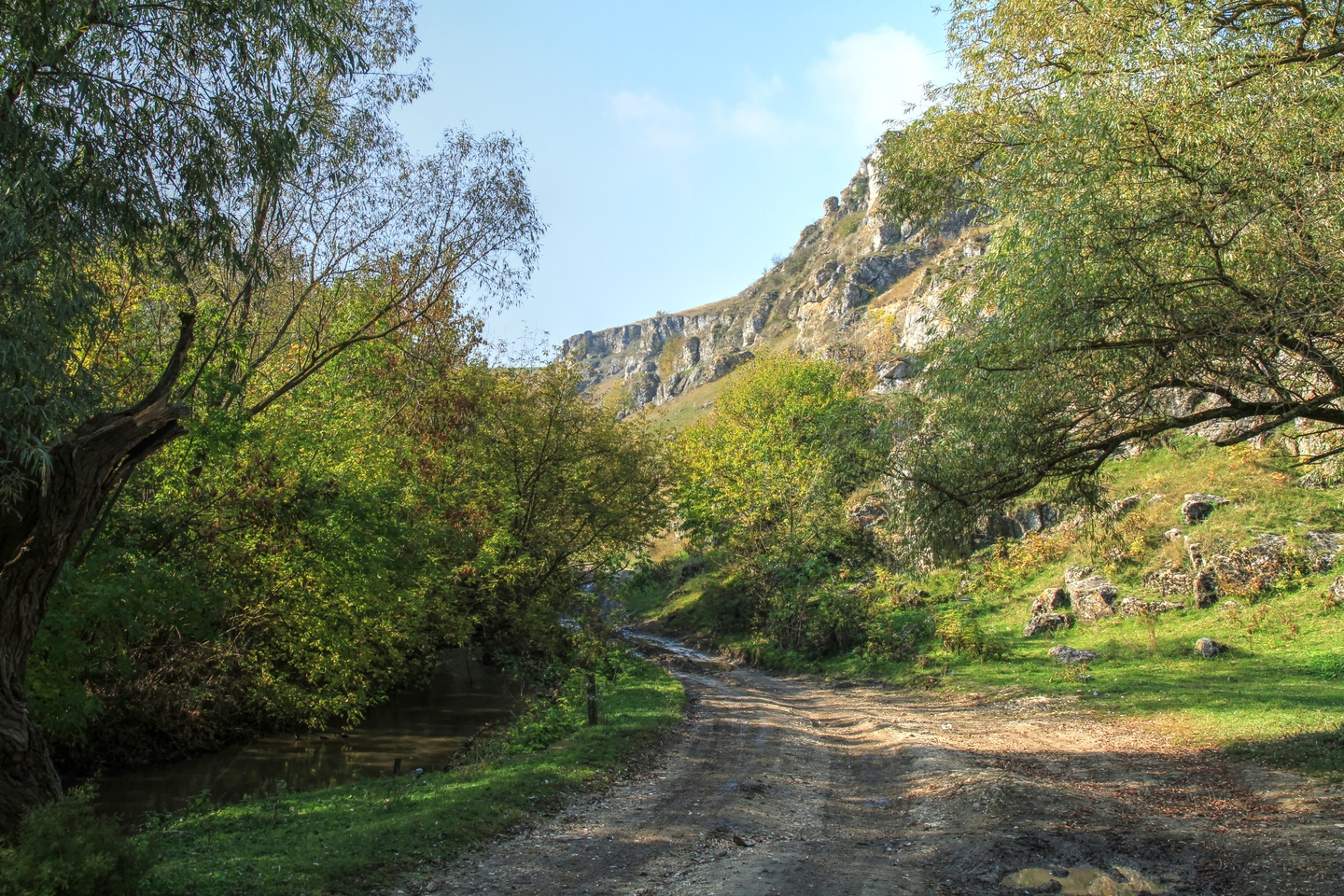
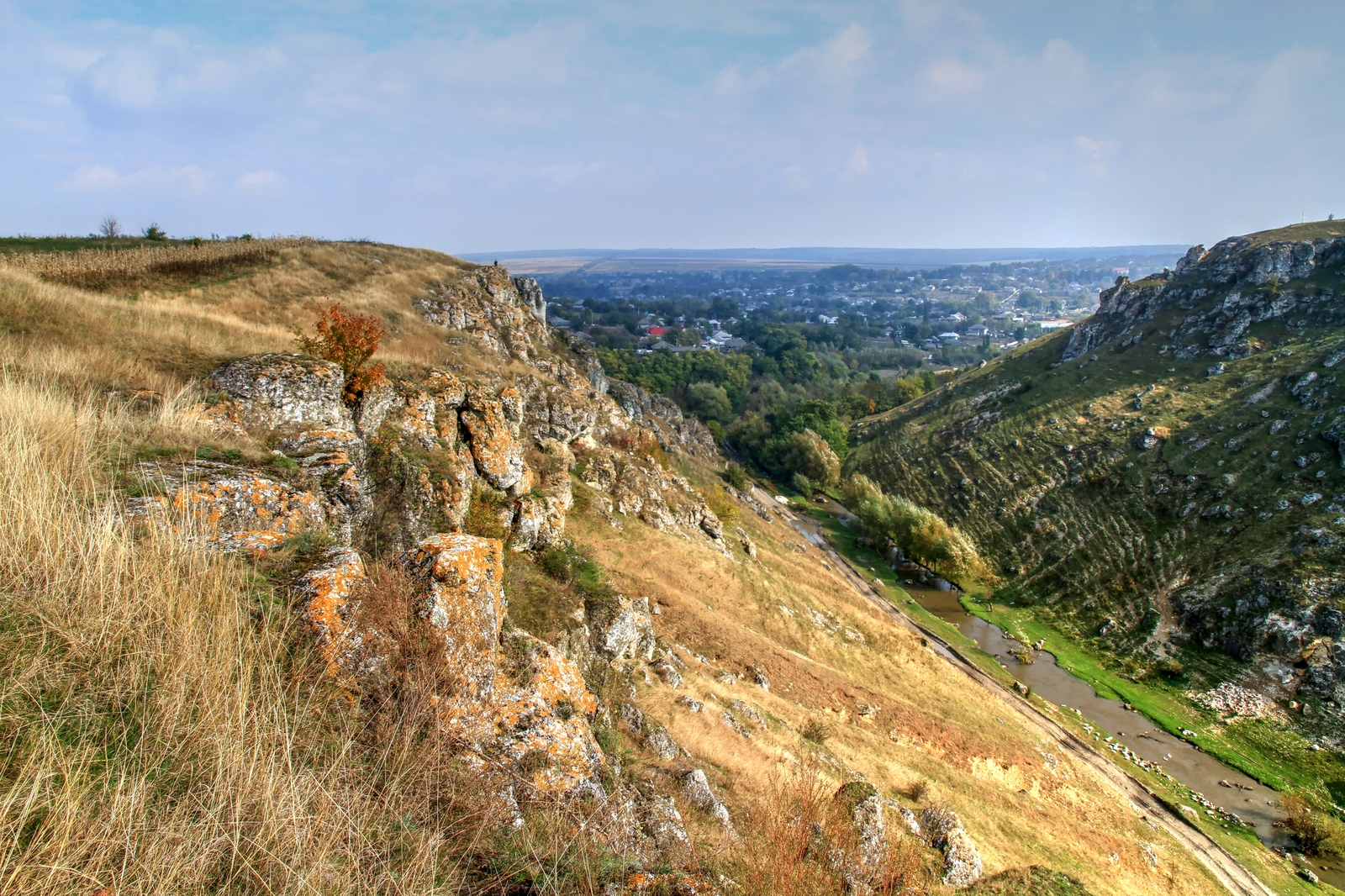
Vedere spre Trinca
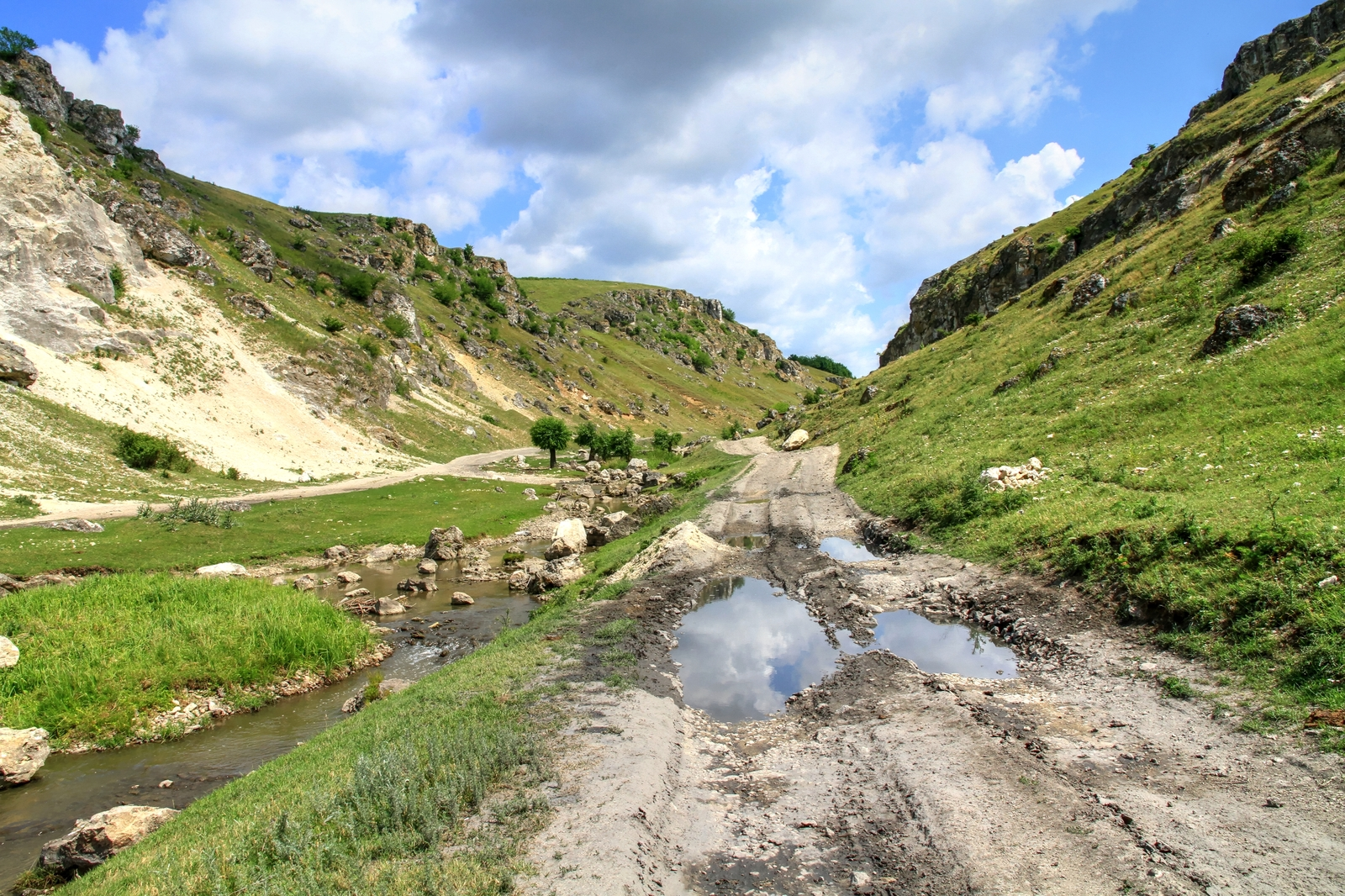
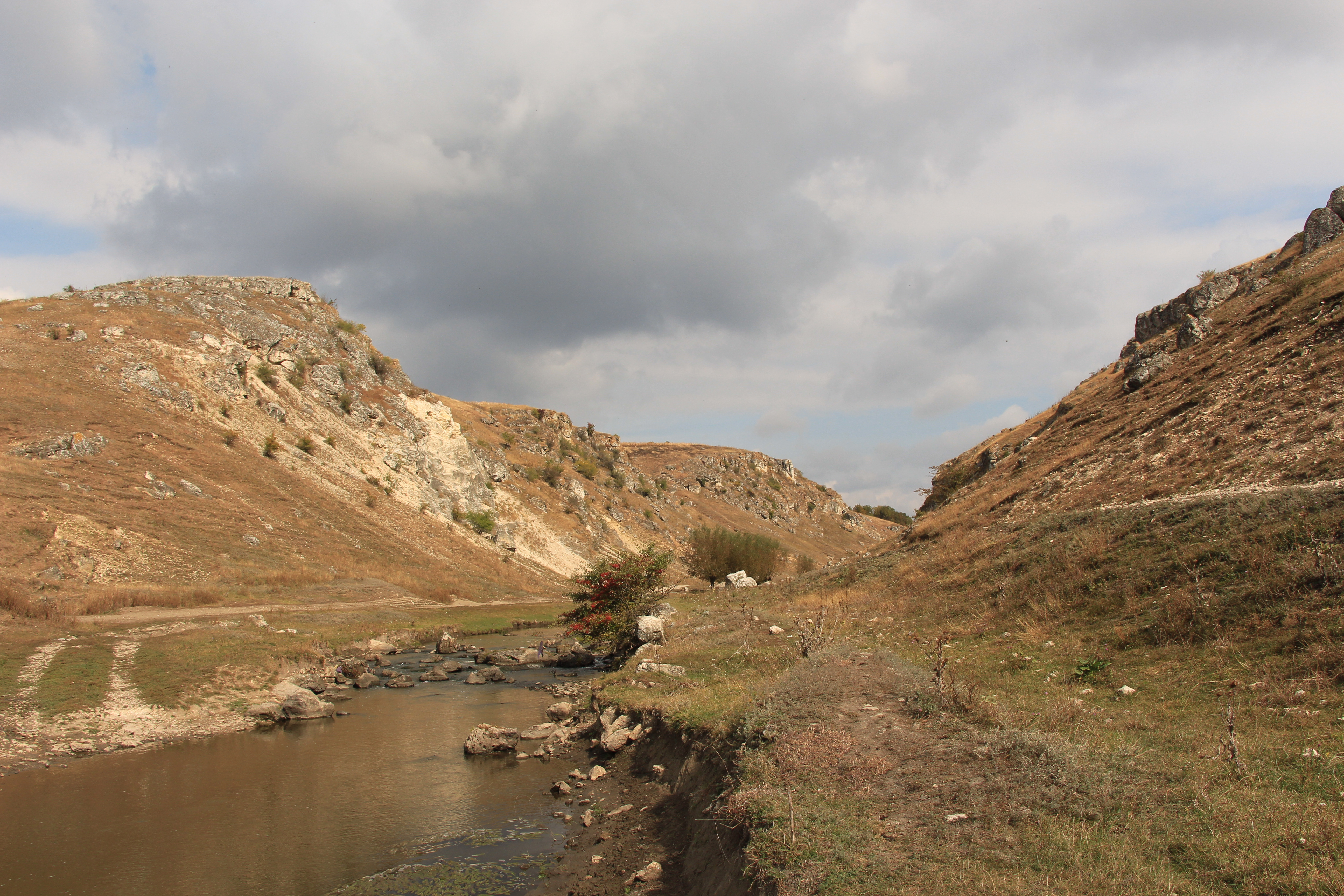
Râul Draghiște în defileu
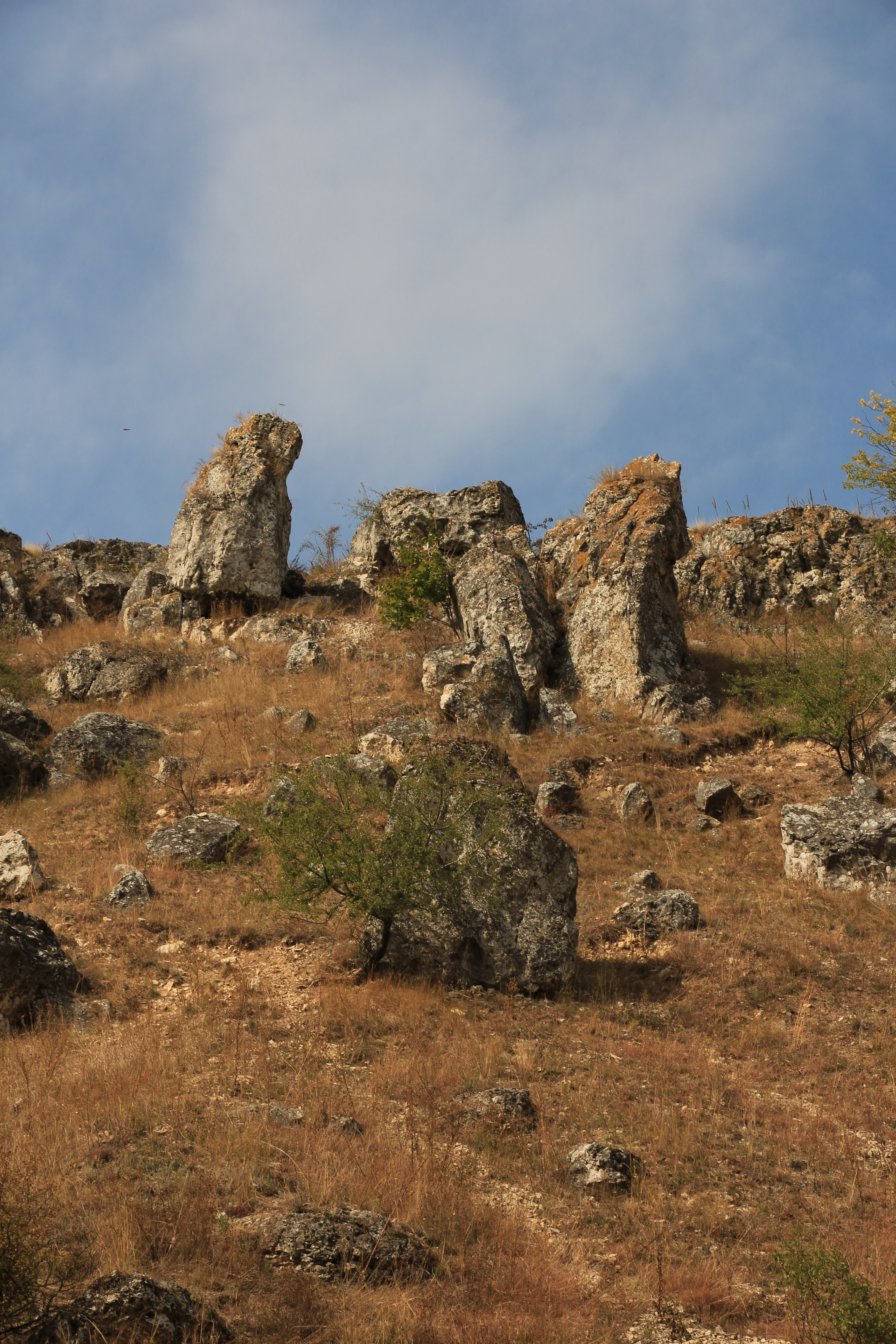
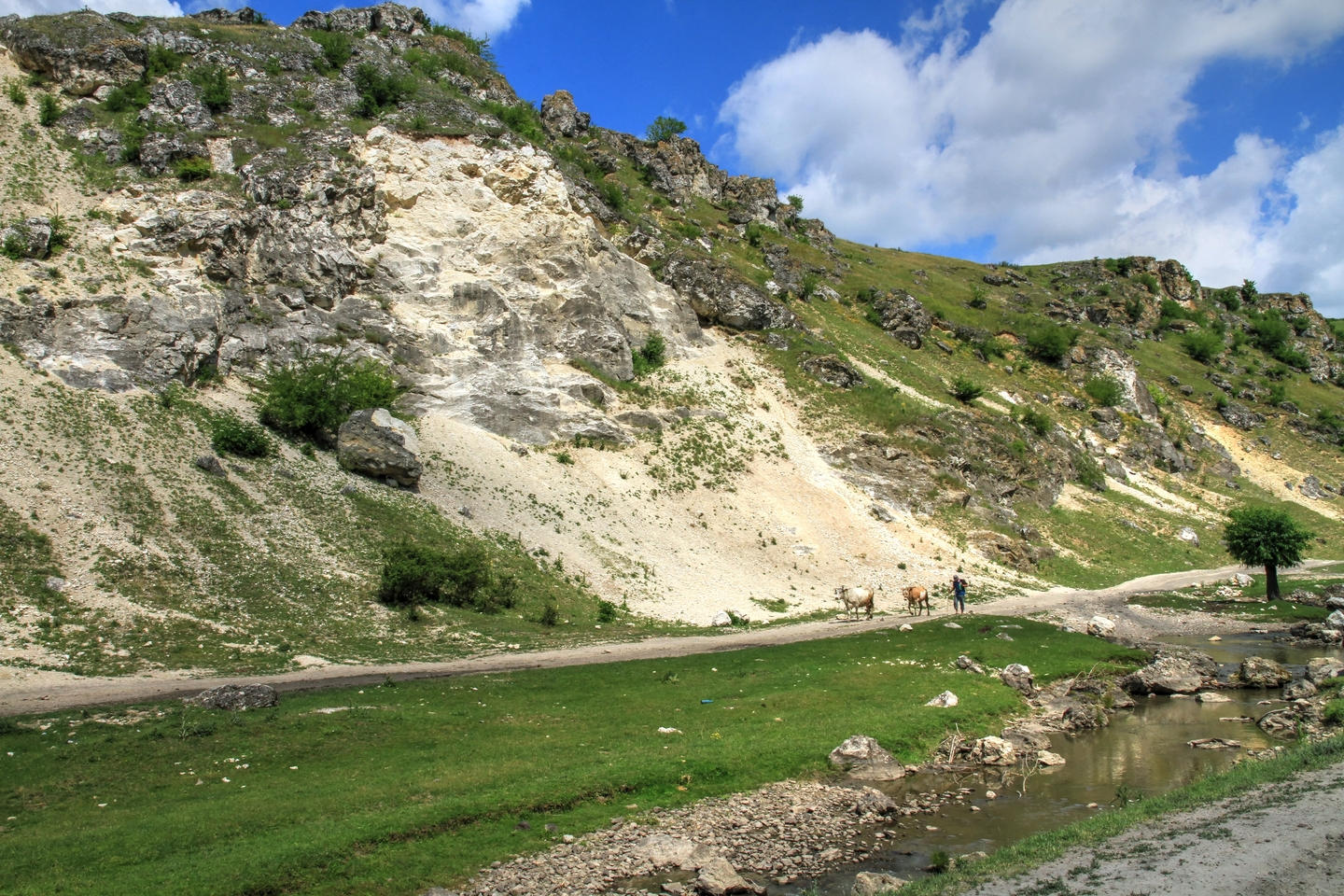
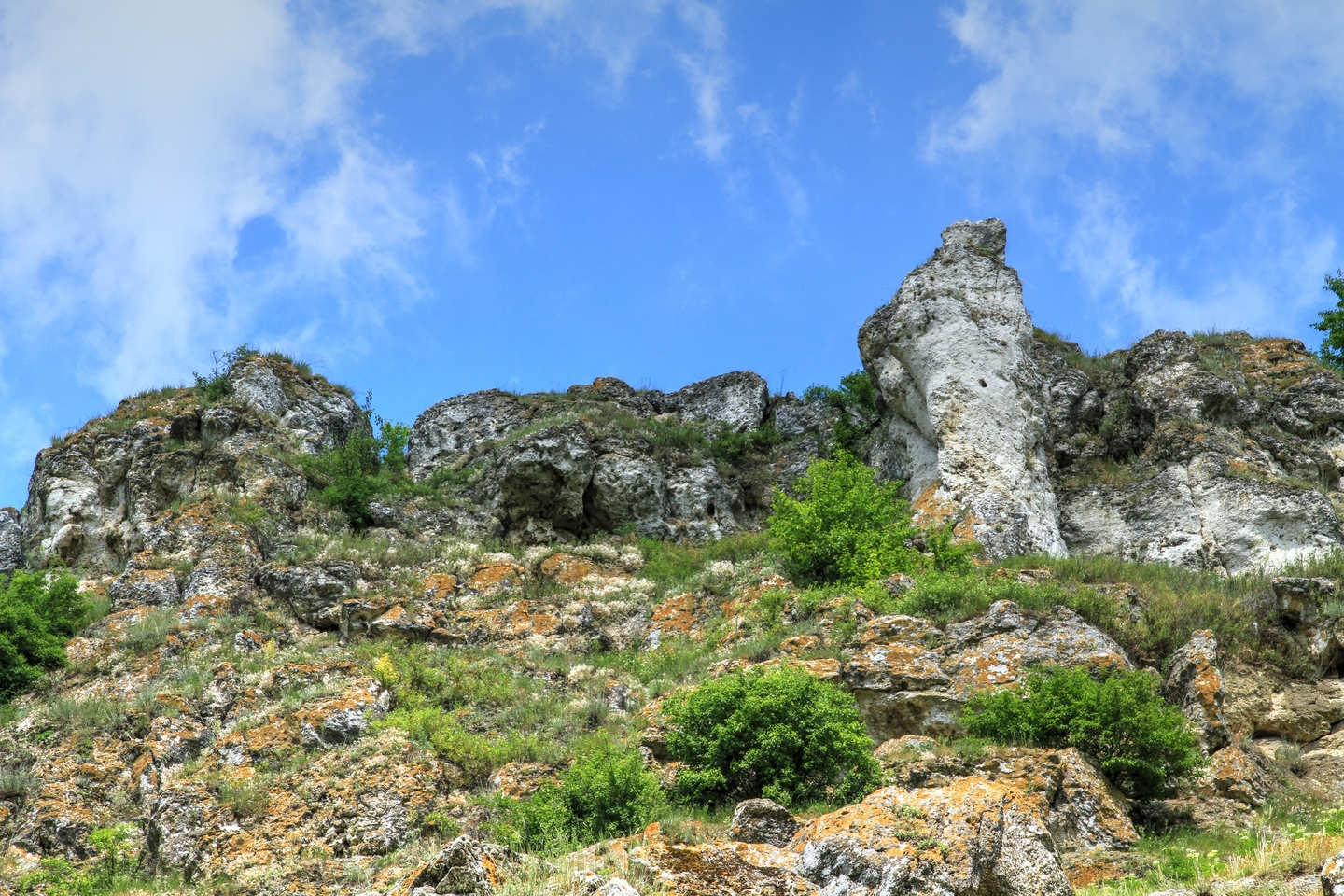
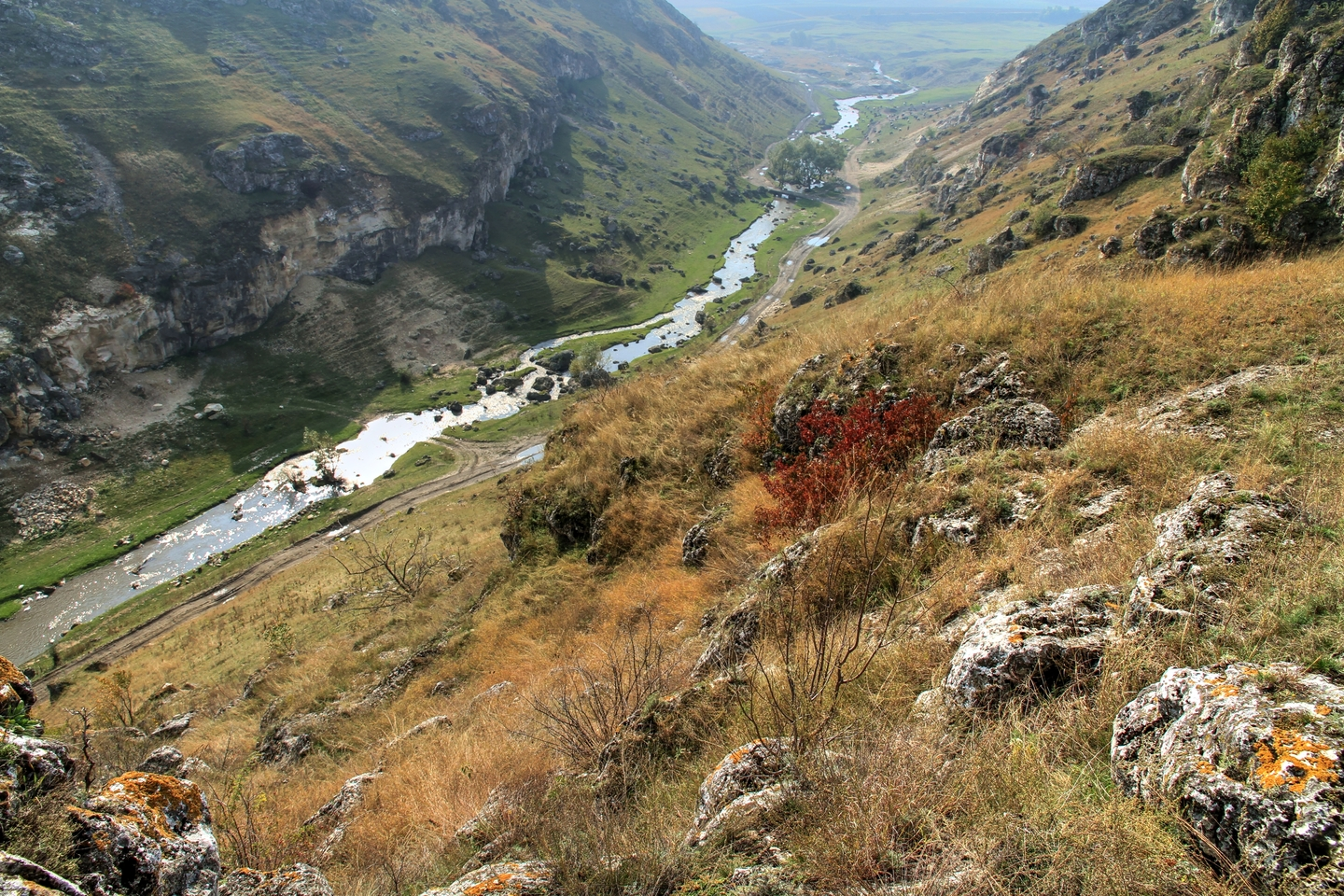
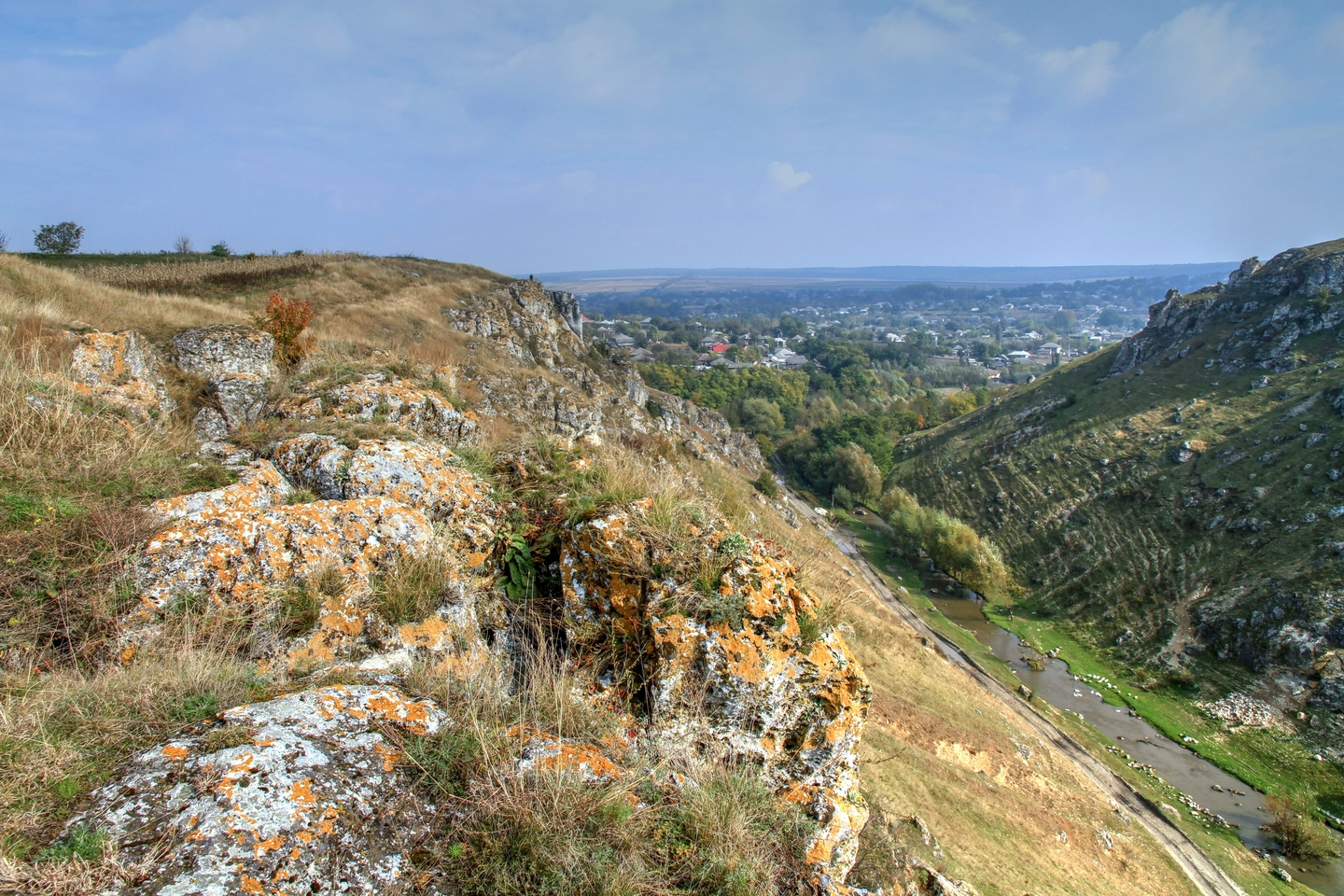
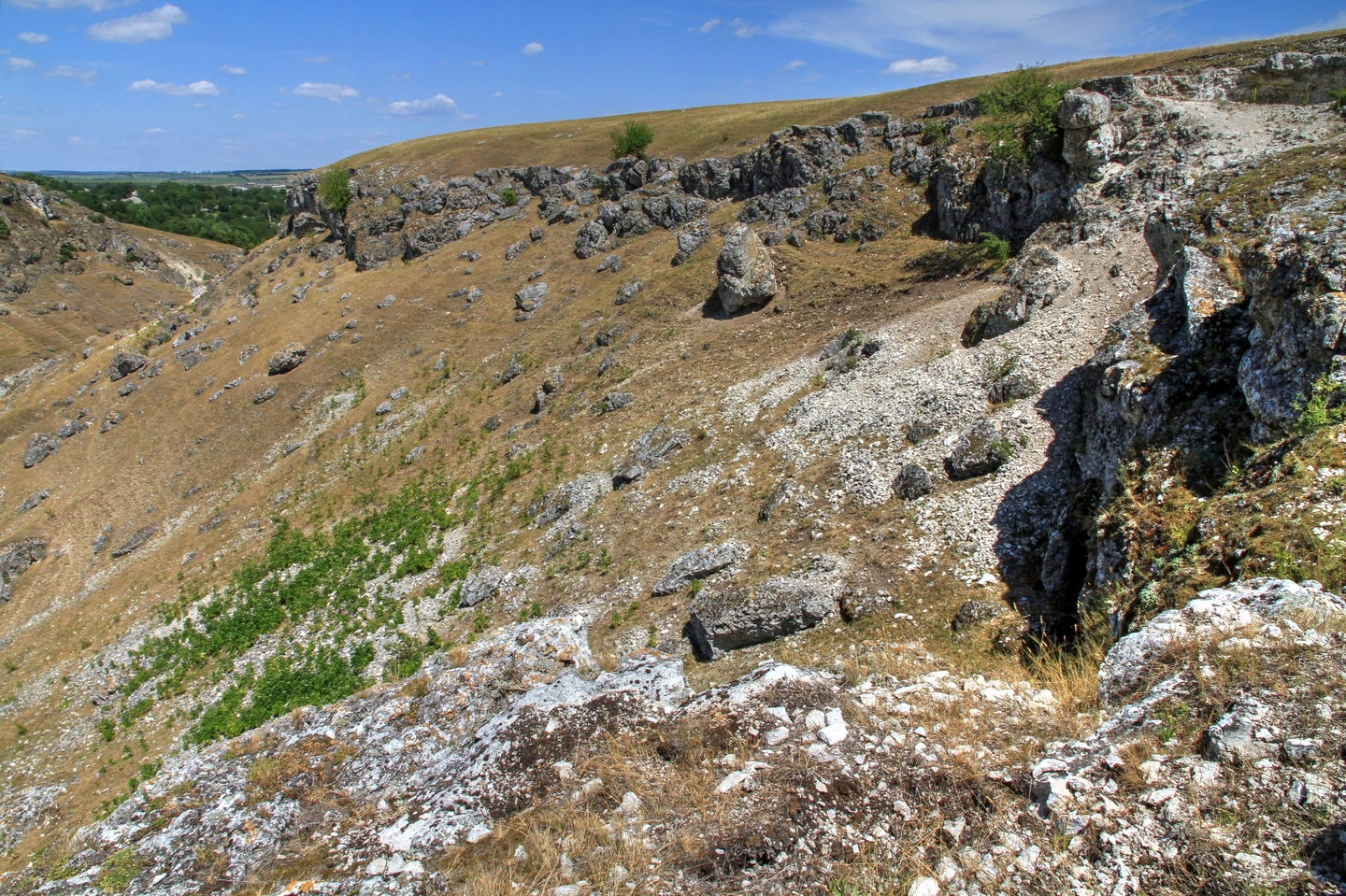
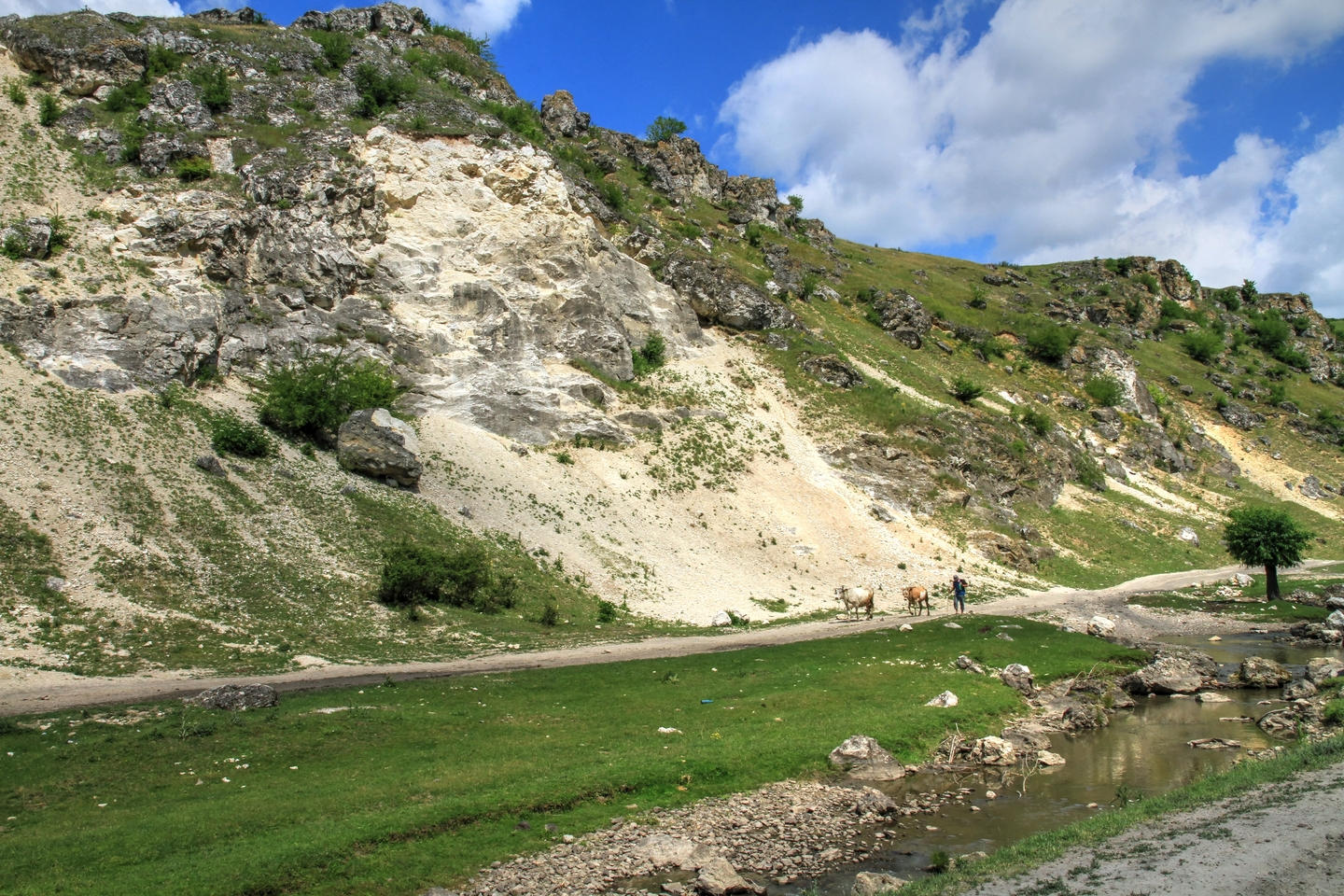